# Trichodactylus panoplus
Trichodactylus panoplus är en kräftdjursart som först beskrevs av von Martens 1869.  Trichodactylus panoplus ingår i släktet Trichodactylus och familjen Trichodactylidae. IUCN kategoriserar arten globalt som livskraftig. Inga underarter finns listade i Catalogue of Life.